# ميدلاند الغربية
ميدلاند الغربية (بالإنجليزية: West Midlands)‏ هي إحدى مناطق إنجلترا من الوحدات الإقليمية الإحصائية من المستوى الأول للاتحاد الأوروبي.

## أعلام
- توني روتر
- روبن ووكر
- بنجامين كارون
- جون هنري نيومان
- دانيال كارتر
- إدوين موريس